# Ununge landskommun
Ununge landskommun var en tidigare kommun i Stockholms län.

## Administrativ historik
Den inrättades i Ununge socken i Närdinghundra härad när 1862 års kommunalförordningar trädde i kraft.
Vid kommunreformen 1952 gick den upp i Häverö landskommun som 1971 uppgick i Norrtälje kommun.

## Politik

### Mandatfördelning i Ununge landskommun 1938-1946
| 1 | 8 | 2 | 9 |

| 19 |

| 2 | 12 | 3 | 3 |

| 20 |

| 4 | 10 | 6 |

| 20 |